# Leichtathletik-Südamerikameisterschaften 1947
Die XV. Leichtathletik-Südamerikameisterschaften fanden vom 26. April bis zum 4. Mai 1947 in Rio de Janeiro statt. Erfolgreichster Athlet war der argentinische Sprinter Alberto Triulzi mit drei Siegen. Erfolgreichste Teilnehmerin war die Argentinierin Noëmi Simonetto mit vier Siegen und einem zweiten Platz.

## Männerwettbewerbe
Die Mannschaftswertung gewann bei den Männern die Mannschaft Argentiniens mit 122 Punkten vor den Brasilianern mit 71 Punkten und dem chilenischen Team mit 69 Punkten. Peru erreichte 16 Punkte, Uruguay 10 Punkte.

### 100-Meter-Lauf Männer
| Platz | Athlet            | Land | Zeit   |
| ----- | ----------------- | ---- | ------ |
| 1     | Gerardo Bönnhoff  | ARG  | 11,0 s |
| 2     | Santiago Ferrando | PER  | 11,2 s |
| 3     | Carlos Isaack     | ARG  | 11,3 s |

Finale: 27. April

### 200-Meter-Lauf Männer
| Platz | Athlet           | Land | Zeit   |
| ----- | ---------------- | ---- | ------ |
| 1     | Alberto Triulzi  | ARG  | 22,0 s |
| 2     | Gerardo Bönnhoff | ARG  | 22,3 s |
| 3     | Alberto Labarthe | CHI  | 22,4 s |

Finale: 1. Mai

### 400-Meter-Lauf Männer
| Platz | Athlet           | Land | Zeit   |
| ----- | ---------------- | ---- | ------ |
| 1     | Gustavo Ehlers   | CHI  | 49,0 s |
| 2     | Antonio Pocoví   | ARG  | 49,2 s |
| 3     | Guillermo Avalos | ARG  | 49,5 s |

Finale: 27. April

### 800-Meter-Lauf Männer
| Platz | Athlet        | Land | Zeit       |
| ----- | ------------- | ---- | ---------- |
| 1     | Adán Torres   | ARG  | 1:53,7 min |
| 2     | Nilo Riveros  | ARG  | 1:54,3 min |
| 3     | Alfonso Rozas | CHI  | 1:54,9 min |

Finale: 4. Mai

### 1500-Meter-Lauf Männer
| Platz | Athlet           | Land | Zeit       |
| ----- | ---------------- | ---- | ---------- |
| 1     | Melchor Palmeiro | ARG  | 3:57,6 min |
| 2     | Nilo Riveros     | ARG  | 4:00,1 min |
| 3     | Raúl Inostroza   | CHI  | 4:01,7 min |

Finale: 1. Mai

### 3000-Meter-Lauf Männer
| Platz | Athlet         | Land | Zeit       |
| ----- | -------------- | ---- | ---------- |
| 1     | Ricardo Bralo  | ARG  | 8:44,3 min |
| 2     | Raúl Inostroza | CHI  | 8:45,0 min |
| 3     | Delfo Cabrera  | ARG  | 8:46,9 min |

Finale: 26. April
Der 3000-Meter-Lauf war von 1924 bis 1945 als Mannschaftslauf ausgetragen worden. 1947 und 1949 fand er als Individualwettbewerb statt.

### 5000-Meter-Lauf Männer
| Platz | Athlet             | Land | Zeit        |
| ----- | ------------------ | ---- | ----------- |
| 1     | Raúl Inostroza     | CHI  | 15:07,8 min |
| 2     | Eusebio Guiñez     | ARG  | 15:14,0 min |
| 3     | Sebastião Monteiro | BRA  | 15:15,2 min |

Finale: 29. April

### 10.000-Meter-Lauf Männer
| Platz | Athlet             | Land | Zeit        |
| ----- | ------------------ | ---- | ----------- |
| 1     | João Oitica        | BRA  | 33:01,2 min |
| 2     | Sebastião Monteiro | BRA  | 33:17,6 min |
| 3     | Delfo Cabrera      | ARG  | 33:19,0 min |

Finale: 3. Mai

### Straßenlauf Männer
| Platz | Athlet           | Land | Zeit |
| ----- | ---------------- | ---- | ---- |
| 1     | Armando Sensini  | ARG  |      |
| 2     | Eusebio Guiñez   | ARG  |      |
| 3     | Joaquim da Silva | BRA  |      |

Finale: 4. Mai, Streckenlänge 32 km

### Crosslauf Männer
| Platz | Athlet             | Land | Zeit |
| ----- | ------------------ | ---- | ---- |
| 1     | Sebastião Monteiro | BRA  |      |
| 2     | Reinaldo Gorno     | ARG  |      |
| 3     | Manuel Díaz        | CHI  |      |

Finale: 1. Mai

### 110-Meter-Hürdenlauf Männer
| Platz | Athlet          | Land | Zeit   |
| ----- | --------------- | ---- | ------ |
| 1     | Alberto Triulzi | ARG  | 14,7 s |
| 2     | Hélio Pereira   | BRA  | 15,3 s |
| 3     | Jorge Undurraga | CHI  | 15,4 s |

Finale: 27. April

### 400-Meter-Hürdenlauf Männer
| Platz | Athlet               | Land | Zeit   |
| ----- | -------------------- | ---- | ------ |
| 1     | Sergio Guzmán        | CHI  | 54,8 s |
| 2     | Hermenelindo Alberti | ARG  | 54,9 s |
| 3     | Víctor Henríquez     | CHI  | 55,2 s |

Finale: 4. Mai

### 4-mal-100-Meter-Staffel Männer
| Platz | Athleten                                                      | Land | Zeit   |
| ----- | ------------------------------------------------------------- | ---- | ------ |
| 1     | Carlos Isaack Alberto Triulzi Gerardo Bönnhoff Adelio Márquez | ARG  | 42,3 s |
| 2     | Walter Pérez Mario Fayos Giordano Juan Lopez Testa            | URU  | 42,9 s |
| 3     | Lima Osmar Carvalho Bruno Geraldo da Luz Guilherme Puschnick  | BRA  | 43,5 s |

Finale: 27. April

### 4-mal-400-Meter-Staffel Männer
| Platz | Athleten                                                | Land | Zeit       |
| ----- | ------------------------------------------------------- | ---- | ---------- |
| 1     | Carrera Guillermo Evans Guillermo Avalos Antonio Pocoví | ARG  | 3:16,0 min |
| 2     | Jaime Itman Jorge Ehlers Sergio Guzmán Gustavo Ehlers   | CHI  | 3:17,0 min |
| 3     | Benedito Ribeiro Romano Rosalvo Ramos Bernard Blower    | BRA  | 3:19,9 min |

Finale: 3. Mai

### Hochsprung Männer
| Platz | Athlet            | Land | Höhe   |
| ----- | ----------------- | ---- | ------ |
| 1     | Alfredo Jadresic  | CHI  | 1,91 m |
| 2     | Francisco Moura   | BRA  | 1,91 m |
| 3     | Carlos Altamirano | CHI  | 1,88 m |

Finale: 27. April

### Stabhochsprung Männer
| Platz | Athlet            | Land | Höhe   |
| ----- | ----------------- | ---- | ------ |
| 1     | Lúcio de Castro   | BRA  | 3,90 m |
| 2     | Federico Horn     | CHI  | 3,80 m |
| 3     | Sinibaldo Gerbasi | BRA  | 3,80 m |

Finale: 1. Mai

### Weitsprung Männer
| Platz | Athlet               | Land | Weite  |
| ----- | -------------------- | ---- | ------ |
| 1     | Francisco Moura      | BRA  | 7,10 m |
| 2     | Guillermo Dyer       | PER  | 7,08 m |
| 3     | Enrique Kistenmacher | ARG  | 7,07 m |

Finale: 27. April

### Dreisprung Männer
| Platz | Athlet              | Land | Weite   |
| ----- | ------------------- | ---- | ------- |
| 1     | Geraldo de Oliveira | BRA  | 15,16 m |
| 2     | Carlos Vera         | CHI  | 15,03 m |
| 3     | Juan Gallo          | CHI  | 14,33 m |

Finale: 29. April

### Kugelstoßen Männer
| Platz | Athlet           | Land | Weite   |
| ----- | ---------------- | ---- | ------- |
| 1     | Emilio Malchiodi | ARG  | 14,30 m |
| 2     | Nadim Marreis    | BRA  | 14,05 m |
| 3     | Julián Llorente  | ARG  | 13,94 m |

Finale: 27. April

### Diskuswurf Männer
| Platz | Athlet            | Land | Weite   |
| ----- | ----------------- | ---- | ------- |
| 1     | Karsten Brodersen | CHI  | 45,24 m |
| 2     | Eduardo Julve     | PER  | 44,07 m |
| 3     | Emilio Malchiodi  | ARG  | 43,92 m |

Finale: 1. Mai

### Hammerwurf Männer
| Platz | Athlet         | Land | Weite   |
| ----- | -------------- | ---- | ------- |
| 1     | Edmundo Zúñiga | CHI  | 49,07 m |
| 2     | Juan Fusé      | ARG  | 47,95 m |
| 3     | Dário Tavares  | BRA  | 45,97 m |

Finale: 29. April

### Speerwurf Männer
| Platz | Athlet            | Land | Weite   |
| ----- | ----------------- | ---- | ------- |
| 1     | Ricardo Héber     | ARG  | 59,59 m |
| 2     | Lúcio de Castro   | BRA  | 57,37 m |
| 3     | Efraín Santibáñez | CHI  | 56,59 m |

Finale: 26. April

### Zehnkampf Männer
| Platz | Athlet               | Land | Punkte |
| ----- | -------------------- | ---- | ------ |
| 1     | Enrique Kistenmacher | ARG  | 7011   |
| 2     | Eduardo Julve        | PER  | 6460   |
| 3     | Raimundo Rodrigues   | BRA  | 6328   |

3. und 4. Mai

## Frauenwettbewerbe
Die Mannschaftswertung gewann die argentinische Mannschaft mit 45 Punkten vor den Chileninnen mit 39 Punkten und Brasilien mit 24 Punkten.

### 100-Meter-Lauf Frauen
| Platz | Athletin        | Land | Zeit   |
| ----- | --------------- | ---- | ------ |
| 1     | Noëmi Simonetto | ARG  | 12,4 s |
| 2     | Anegret Weller  | CHI  | 12,7 s |
| 3     | Melania Luz     | BRA  | 12,8 s |

Finale: 27. April

### 200-Meter-Lauf Frauen
| Platz | Athletin        | Land | Zeit   |
| ----- | --------------- | ---- | ------ |
| 1     | Anegret Weller  | CHI  | 26,6 s |
| 2     | Melania Luz     | BRA  | 26,6 s |
| 3     | Adriana Millard | CHI  | 27,1 s |

Finale: 1. Mai

### 80-Meter-Hürdenlauf Frauen
| Platz | Athletin         | Land | Zeit   |
| ----- | ---------------- | ---- | ------ |
| 1     | Noëmi Simonetto  | ARG  | 11,5 s |
| 2     | Wanda dos Santos | BRA  | 12,1 s |
| 3     | Maria Spuhr      | ARG  | 12,2 s |

Finale: 3. Mai

### 4-mal-100-Meter-Staffel Frauen
| Platz | Athletinnen                                            | Land | Zeit   |
| ----- | ------------------------------------------------------ | ---- | ------ |
| 1     | Camila Gomez Maria Spuhr Nelida Cajide Noëmi Simonetto | ARG  | 49,9 s |
| 2     | Stella Ardinghi Melania Luz Lucila Pini Menezes        | BRA  | 50,3 s |
| 3     | Lucy Lake Norma Diaz Adriana Millard Anegret Weller    | CHI  | 50,5 s |

Finale: 4. Mai

### Hochsprung Frauen
| Platz | Athletin        | Land | Höhe   |
| ----- | --------------- | ---- | ------ |
| 1     | Ilse Barends    | CHI  | 1,60 m |
| 2     | Noëmi Simonetto | ARG  | 1,55 m |
| 3     | Alice Willhöft  | BRA  | 1,45 m |

Finale: 3. Mai

### Weitsprung Frauen
| Platz | Athletin         | Land | Weite  |
| ----- | ---------------- | ---- | ------ |
| 1     | Noëmi Simonetto  | ARG  | 5,40 m |
| 2     | Wanda dos Santos | BRA  | 5,16 m |
| 3     | Eliana Gaete     | CHI  | 5,13 m |

Finale: 4. Mai

### Kugelstoßen Frauen
| Platz | Athletin       | Land | Weite   |
| ----- | -------------- | ---- | ------- |
| 1     | Ingeborg Mello | ARG  | 11,58 m |
| 2     | Edith Klempau  | CHI  | 11,27 m |
| 3     | Elma Klempau   | CHI  | 11,11 m |

Finale: 26. April

### Diskuswurf Frauen
| Platz | Athletin        | Land | Weite   |
| ----- | --------------- | ---- | ------- |
| 1     | Ingeborg Mello  | ARG  | 38,40 m |
| 2     | Elma Klempau    | CHI  | 36,49 m |
| 3     | Noemia Assunção | BRA  | 34,02 m |

Finale: 29. April

### Speerwurf Frauen
| Platz | Athletin       | Land | Weite   |
| ----- | -------------- | ---- | ------- |
| 1     | Gerda Martín   | CHI  | 38,22 m |
| 2     | Ingeborg Mello | ARG  | 36,08 m |
| 3     | Ursula Holle   | CHI  | 35,87 m |

Finale: 27. April

## Medaillenspiegel
| Medaillenspiegel Endstand nach 32 Entscheidungen | Medaillenspiegel Endstand nach 32 Entscheidungen | Medaillenspiegel Endstand nach 32 Entscheidungen | Medaillenspiegel Endstand nach 32 Entscheidungen | Medaillenspiegel Endstand nach 32 Entscheidungen | Medaillenspiegel Endstand nach 32 Entscheidungen |
| Platz                                            | Land                                             | Gold                                             | Silber                                           | Bronze                                           | Gesamt                                           |
| ------------------------------------------------ | ------------------------------------------------ | ------------------------------------------------ | ------------------------------------------------ | ------------------------------------------------ | ------------------------------------------------ |
| 1                                                | Argentinien                                      | 18                                               | 11                                               | 8                                                | 37                                               |
| 2                                                | Chile                                            | 9                                                | 7                                                | 14                                               | 30                                               |
| 3                                                | Brasilien                                        | 5                                                | 9                                                | 10                                               | 24                                               |
| 4                                                | Peru                                             | –                                                | 4                                                | –                                                | 4                                                |
| 5                                                | Uruguay                                          | –                                                | 1                                                | –                                                | 1                                                |